# Delia, Caltanissetta
Delia là một đô thị ở tỉnh Caltanissetta ở vùng Sicilia, có vị trí cách khoảng 100 km về phía đông nam của Palermo và khoảng 20 km về phía tây nam của Caltanissetta. Tại thời điểm ngày 31 tháng 12 năm 2004, đô thị này có dân số 4.486 người và diện tích là 12.3 km².
Delia giáp các đô thị: Caltanissetta, Canicattì, Naro.